# خوسيه إدموندو راميريز مارتينيز
خوسيه إدموندو راميريز مارتينيز هو سياسي مكسيكي، ولد في 4 نوفمبر 1968 في Ixmiquilpan ‏ في المكسيك. نشط حزبياً في الحزب الثوري المؤسساتي. وقد انتخب عضو مجلس النواب المكسيك ‏.